# Hrabstwo Cibola
Hrabstwo Cibola (ang. Cibola County) – hrabstwo w stanie Nowy Meksyk w Stanach Zjednoczonych.

## Miasta
- Grants
- Milan (wieś)

## CDP
- Acomita Lake
- Anzac Village
- Bibo
- Bluewater Acres
- Bluewater Village
- Cubero
- Encinal
- Fence Lake
- Laguna
- McCartys Village
- Mesita
- Moquino
- North Acomita Village
- Paguate
- Paraje
- Pinehill
- San Fidel
- San Mateo
- San Rafael
- Seama
- Seboyeta
- Skyline-Ganipa
- South Acomita Village